# 김홍미
김홍미(金弘微, 1557년 ~ 1605년)는 조선 중기의 문신, 관료, 성리학자이다. 자(字)는 창원(昌遠)으로, 호는 성극당(省克堂), 성극(省克)이고, 본관은 상주(尙州)이다. 경상북도 출신.
향시에 장원으로 급제하였으나 바로 대과를 보지 않고, 진사시에 2등으로 합격했으며 식년문과에 을과로 급제했다. 이후 홍문관과 예문관에서 근무하였으며 형제가 옥당에 근무하여 사대부들의 부러움을 샀다. 정여립의 난 관련자로 누명을 쓰고 기축옥사 때 불이익을 받았다. 당색으로는 동인이었다가, 뒤에 동인이 남인과 북인으로 갈라질 때 남인이 되었다. 남명 조식(曺植), 서애 류성룡(柳成龍)의 문인이며, 류성룡의 조카사위이고 류운룡의 사위이다.
역사와 제자백가에 대한 지식이 있었고, 경연에서 반드시 옛 사례를 인용하여 당시의 일을 정정함으로써 왕의 찬탄을 받았다. 선박 제조 기술이 있어서 선조는 그에게 판옥선 설계 제조와 거북선 설계 제조 업무를 맡기기도 했다.

## 생애

### 생애 초반
1557년(명종 12년) 경상도 상주에서 태어났다. 집현전 부제학(集賢殿副提學)을 지낸 김상직(金尙直)의 6대손으로, 증조부는 김예강(金禮康)이고, 할아버지는 장사랑 김윤검(金允儉)이며, 아버지는 옥과현감(玉果縣監) 김범(金範)이며, 어머니는 창녕조씨(昌寧曺氏)이다. 자는 창원(昌遠), 호는 성극당(省克堂), 성극(省克)이다. 
그는 경전(經傳)과 사서(史書)를 잘 외웠다 한다. 어려서 남명 조식의 문하에서 수학하다가 뒤에 서애 류성룡의 문하에 가서 수학하였다. 나중에는 류성룡의 형인 운룡(雲龍)의 딸과 결혼하여 사위가 되었다.
관례(冠禮)를 치르기 이전에 그는 향시(鄕試)에 응시하였는데, 향시의 응제 "사마온공(司馬溫公) 염중론(念中論)"으로 향시에서 장원하였다. 그 문장이 정미롭고 아름다웠으므로 합격자 발표 후에는 그의 글을 돌려가면서 암송하는 이들도 나타났다 한다. 남명 조식이 세상을 떠나자 그는 제문을 지었다. 그는 향시에 장원으로 급제했지만, 바로 대과를 응시하지 않고 사마시에 응시한다. 1579년(선조 12) 식년진사시에 제2등으로 입격하여 진사가 되었다.

### 관료 생활과 임진왜란
1585년(선조 19년) 식년 문과에 을과로 급제하여 권지승문원부정자(權知承文院副正字)가 되었고 홍문관에 등용되었으며, 승문원부정자(承文院副正字)에 발탁되고, 홍문관정자, 저작, 부수찬 등을 거쳐 예문관검열, 다시 부수찬에 임명되었다. 당시 그의 형인 김홍민(金弘敏)도 옥당(玉堂)에서 근무하여, 형제가 모두 옥당에 근무한 일로 사람들의 부러움을 샀다. 이후에도 1588년 홍문관의 관직에 결원이 생기자 선조는 이조에 특명을 내려 홍문관의 빈자리에 그를 임명할 것을 지시했다.
1589년 이조좌랑(吏曹佐郞)으로 임명되었다. 그가 이조좌랑으로 있을 때 누군가 그가 정여립(鄭汝立)의 모반사건에 연루되었다고 지목하여, 사헌부의 탄핵을 받고 기축옥사(己丑獄事) 때 파면되었다. 이후 상주에 내려가 몇년 간 집에서 칩거하였다. 그 뒤 동인이 남인과 북인으로 나뉠 때에는 그는 남인(南人)이 되었다. 1589년 그에 대한 복권 여론이 나타나자 사헌부가 이를 지적하며 그가 이진길(李震吉)의 집에서 유숙한 일을 들었고, 왕이 이를 받아들였다. 그 뒤 복관되어 1592년(선조 25년) 4월 임진왜란이 시작되자 그해 7월 경상좌도도사에 임명되고, 이듬해 어머니 창녕조씨의 상을 당해 사직하였다. 그러나 상중으로 내려간 뒤에도 선조는 정경세를 시켜 그와 그의 형의 안부를 묻고, 그의 학식이 어느 정도인가를 묻기도 했다.
탈상 후 1595년 9월 홍문관교리에 임명되었다가, 이조정랑(吏曹正郞)이 되었다. 교리 겸 시강원문학(校理兼侍講院文學)을 거쳐 그 다음해 경연관에 임명되었으며, 경연관으로 《주역》의 경연을 맡아보았다. 그때 마침 선조가 《주역 (周易)》을 강론하기 앞서 경학(經學)에 정통한 선비를 선발하여 경연의 강관(講官)을 충원하라고 명하였는데, 이때 그가 경연에서의 강론에 고전의 의리를 인용하여 정밀하게 분석하였으며, 가끔 경전(經傳)과 사서(史書)를 예로 들어 10여 줄을 연달아 외웠으므로, 임금이 싫증내지 않고 경청하면서 그가 박식하다고 거듭 칭찬하였다. 
이후 홍문관응교가 되어 진선(進善)과 필선(弼善)을 겸임하였으며, 이후 사간원사간(司諫院司諫)과 대사간, 성균관사성(成均館司成) 등에 임명되었다. 이후 그는 종종 여러 번 사간원사간, 성균관사성으로 거듭 임명되었다.
1597년(선조 30년) 통정대부(通政大夫) 승정원 동부승지(承政院同副承旨)로 승진하였다. 1597년 승정원동부승지로 있을 때, 삼도수군통제사 이순신(李舜臣)을 탄핵하는데 참여하여 이순신을 파면하게 하고, 원균(元均)을 통제사로 삼게 하는 데 가담하였다. 한편 선조는 그에게 명을 내려 이순신을 잡아오도록 지시했다. 이때 이순신이 원균의 성인인 아들을 어린아들인데 없는 공을 만들었다는 거짓 장계를 내린 것을 선조가 그에게 지적하기도 했다.
그 뒤 우부승지(右副承旨)가 되었다가, 좌부승지(左副承旨)·훈련도감제조 등을 역임하고, 다시 형조참의, 사간원대사간, 이조참의, 비변사(備邊司), 승문원부제조 등을 역임하였다.

### 생애 후반
1598년 1월 경상좌도 해안가의 전선을 제작하고 격군(格軍)을 충당하는 일과, 황해도 역시 솜씨좋은 목수로 하여금 판옥선(板屋船)이나 거북선을 많이 제작하는 등의 일을 신속히 조치하게 할 것을 지시받았다. 다시 돌아온 뒤 1598년 다시 형조참의가 되었다가, 그해 가을에 이르러 조정이 갑자기 변하자 마음이 맞지 않아 병환을 이유로 관직을 사퇴하였다. 그 뒤로 대사간, 승지 등에 임명되었으나 모두 나가지 않았다.
1599년(선조 31) 다시 청송부사(靑松府使)로 부임했다가 1601년(선조 34년) 봄에 병환으로 관직을 사퇴하고 상주로 되돌아갔다. 1602년(선조 35) 여주목사가 되었으며, 1604년(선조 37) 강릉부사로 임명되자 와병중인데도 부임하였다. 1605년 강릉부사로 재직 중 큰 비가 내려 백성이 많은 수재(水災) 재난을 당하였다. 당시 그는 병이 들었지만, 아픈 몸을 이끌고 직접 현장을 찾아가 수재로 죽은 자의 조문과, 수재로 재산을 잃거나 굶주린 자의 진휼(賑恤)과 구제에 힘써 직무에 충실하다가, 병이 악화되어 관직에서 물러났다. 

### 사후
사직하고 고향으로 돌아오다가 사망하여 부인 류씨가 시신을 수습하여 고향 근처에 매장하였다. 
묘비명은 장유(張維)가 썼다. 상주 봉산서원(鳳山書院)에 배향되었다.

## 저서
- 《성극당집 (省克堂集)》

## 가족 관계
- 할아버지 : 김윤검(金允儉)
- 아버지 : 김범(金範)
- 어머니 : 창녕조씨(昌寧曺氏)
- 부인 : 풍산류씨, 류운룡의 딸
- 아들 : 김형(金珩)

## 참고 문헌
- 선조실록
- 국조방목
- 국조인물고
- 성극당집
- 덕산사우연원록 (德山師友淵源錄)
- 계곡집